# Bockaström (naturreservat)
Bockaström är ett naturreservat  i Vetlanda kommun i Jönköpings län i Småland.
Området är skyddat sedan 2006 och är 15 hektar stort. Det är beläget 15 kilometer nordost om Åseda och 3,5 kilometer ostsydost om Näshults kyrka och består av ett vildmarksområde med gammal skog, berghällar och vattendrag.
Reservatet är kuperat och omges i väster av Gårdvedaån och i norr av sjön Bockaström. Det finns höjdryggar, stenblock och berghällar. 
Skogen består av barrskog, tall och gran. Träden är gamla och grova med en medelåldern på över 100 år.
Växtligheten är artrik med ovanliga lavar, mossor och t.ex. svampen tallticka.
I närheten ligger Höghults naturreservat som också är en talldominerad barrblandskog.